# Zhongguanyi (köpinghuvudort i Kina, Hubei Sheng, lat 31,12, long 114,89)
Zhongguanyi (kinesiska: 中馆驿, 中馆驿镇) är en köpinghuvudort i Kina. Den ligger i provinsen Hubei, i den centrala delen av landet, omkring 83 kilometer nordost om provinshuvudstaden Wuhan. Antalet invånare är 42 918. Befolkningen består av 21 319 kvinnor och 21 599 män. Barn under 15 år utgör 16,0 %, vuxna 15-64 år 71 %, och äldre över 65 år 12,0 %.
Runt Zhongguanyi är det mycket tätbefolkat, med 1 095 invånare per kvadratkilometer. Närmaste större samhälle är Macheng, 14,4 km nordost om Zhongguanyi. Trakten runt Zhongguanyi består till största delen av jordbruksmark.
Genomsnittlig årsnederbörd är 1 531 millimeter. Den regnigaste månaden är juli, med i genomsnitt 270 mm nederbörd, och den torraste är december, med 19 mm nederbörd.